# GTM (Automarke)

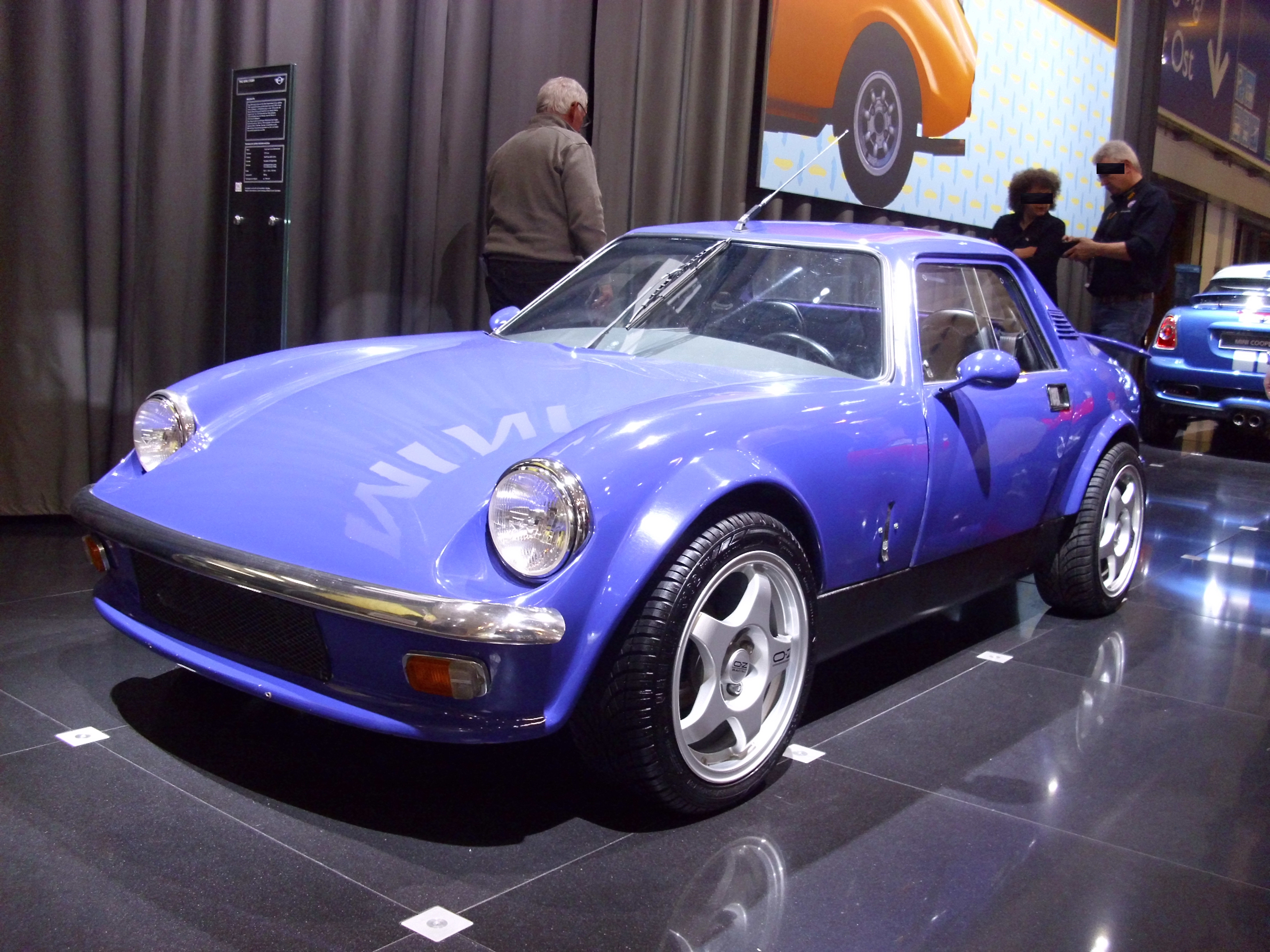
GTM Coupé

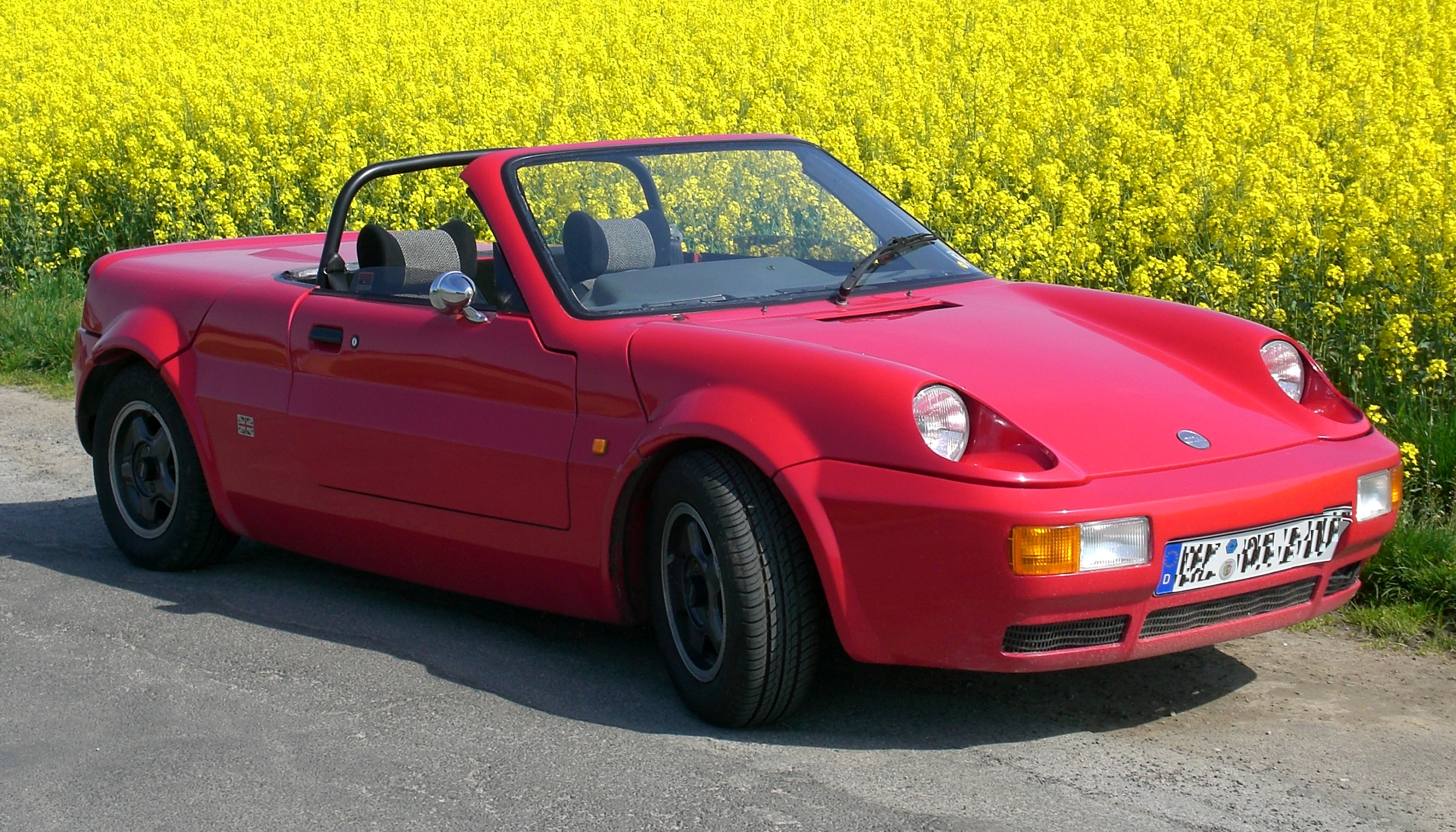
GTM Rossa ohne Hardtop

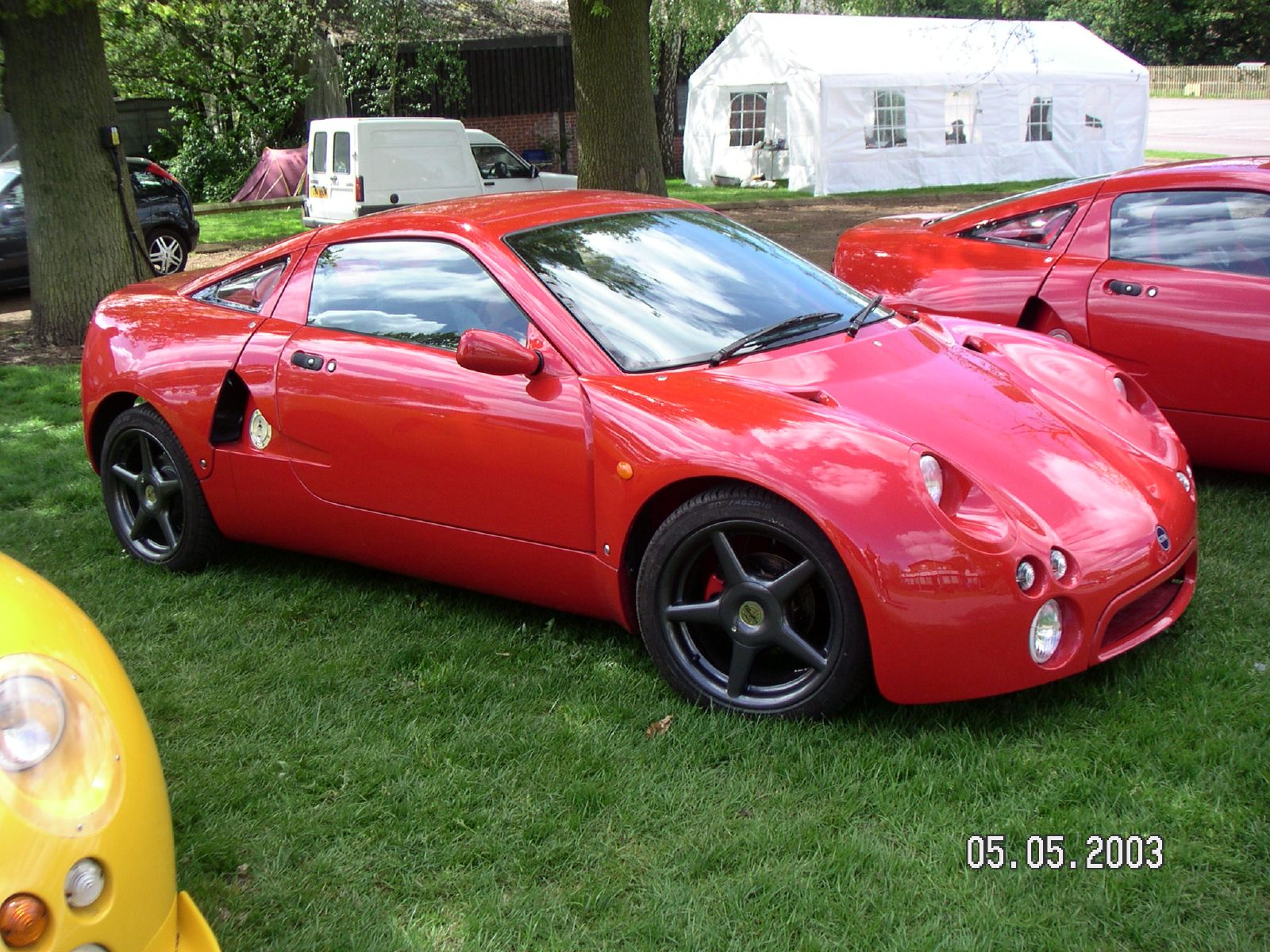
GTM Libra

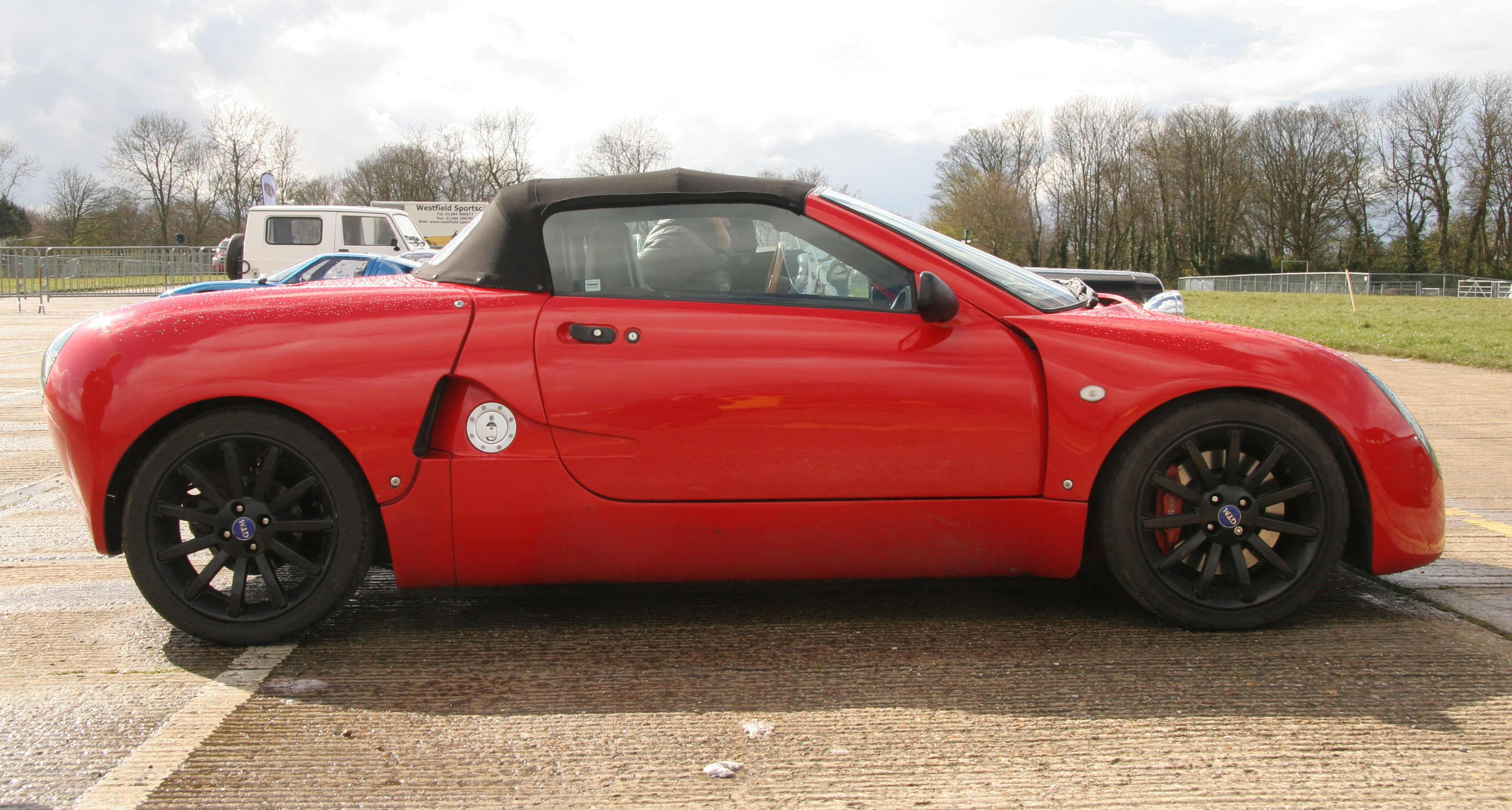
GTM Spyder

GTM war eine britische Automarke.

## Unternehmensgeschichte
Das Unternehmen Cox & Co. unter Leitung von Bernard Cox begann Ende 1966 in Hazel Grove im Borough Stockport mit der Produktion von Automobilen. Der Markenname lautete GTM. Designer war Jack Hosker. Cox & Co mussten 1971 nach 55 verkauften Fahrzeugen aufgeben. Howard Heerey Engineering Ltd. übernahm den Markennamen sowie das einzige Modell und setzte die Produktion ein Jahr fort. Bis 1972 entstanden 155 Exemplare. HE Glass-Fibre of Hartlewood übernahm das Projekt, stellte allerdings während der vier Jahre bis 1976 keine Fahrzeuge her. Ebenso entstanden zwischen 1976 und 1980 unter GTM Cars als Teil von KMB Autosports in Wellingborough keine Fahrzeuge. Peter Beck, Paddy Fitch und Douglas Cowper übernahmen 1980 das Projekt und gründeten GTM Cars. Cowper schied kurz darauf aus dem Unternehmen aus. Bis 1995 stellten sie etwa 600 Fahrzeuge her. 1986 ergänzte ein zweites Modell das Sortiment, das bis 2003 im Angebot von GTM Cars stand. 1995 übernahm Peter Leslie von Primo Designs aus Stoulton die Produktion des ursprünglichen Modells und setzte sie bis 2001 fort. 2007 wurde das Unternehmen von Potenza Sports Cars übernommen, die bereits seit 2006 Eigentümer von Westfield Sportscars sind. 2010 endete die Vermarktung von Fahrzeugen unter diesem Markennamen.

## Fahrzeuge
Hergestellt wurden Kit Cars. Die Karosserien bestehen aus Fiberglas. Die anfangs montierten Vierzylindermotoren mit 998 cm³ Hubraum und 36 PS bzw. 1275 cm³ Hubraum und 53 PS kamen vom Mini. Später wurden Motoren von Rover und VW verwendet.
Das Hauptmodell war das GTM Coupé. Die Produktion erfolgte zwischen 1967 und 2001 durch diverse Hersteller. Insgesamt entstanden etwa 700 Exemplare.
Das nächste Modell war der GTM Rossa. GTM Cars produzierte zwischen 1986 und 2003 drei Ausführungen. Das von Richard Oakes entworfene Coupé mit 2 + 2 Sitzen wurde zunächst von einem Mini-Motor angetrieben. Von der ersten Ausführung entstanden bis 1990 etwa 200 Kits, von der zweiten namens Mk 2 bis 1993 etwa 150 Bausätze. Die dritte Ausführung K 3 hatte einen Motor von Rover. 2003 endete die Produktion dieses Modells nach etwa 400 Bausätzen. Justin Gudgeon von Northlight Sportscars übernahm das Projekt, stellte bis 2004 aber nur ein Fahrzeug des Northlight K 4 her.
Der GTM Libra war von 1998 bis 2007 bei GTM Cars und bis 2010 bei Westfield in Produktion. Dies war ein Mittelmotor-Coupé. Motoren von Rover und Honda sorgten für den Antrieb. Insgesamt entstanden etwa 200 Fahrzeuge.
Der GTM Spyder stellte die offene Variante des GTM Libra dar. GTM Cars von 2000 bis 2003, RDM Automotive bis 2007 und Westfield Sports Cars stellten bis 2010 zusammen etwa 65 Kits her.
Der GTM Ballista von GTM Cars (RDM Automotive) entsprach dem Larini von Sculptural Engineering. Nach der Präsentation auf einer Ausstellung im Januar 2007 endete dieses Projekt.
Der GTM 40 TR des gleichen Herstellers blieb ebenfalls ein Prototyp. Er wurde 2007 und 2008 auf zwei Ausstellungen präsentiert.